# Daihinibaenetes tanneri
Daihinibaenetes tanneri är en insektsart som beskrevs av Tinkham 1962. Daihinibaenetes tanneri ingår i släktet Daihinibaenetes och familjen grottvårtbitare. Inga underarter finns listade i Catalogue of Life.